# Tatsushi Koyanagi
Tatsushi Koyanagi (født 7. februar 1990) er en japansk fodboldspiller, som spiller for den japanske fodboldklub Ventforet Kofu.